# 山口长葡萄螺
山口长葡萄螺（学名：Haloa yamaguchii），是头楯目长葡萄螺科Haloa的一种。主要分布于越南、中国大陆、台湾，常栖息在潮间带的海藻上。